# جرارد کویپر

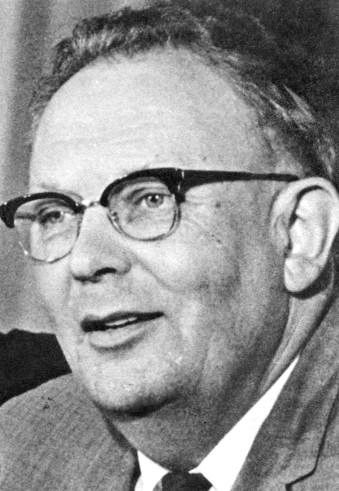
جرارد کویپر

جرارد پتر کویپر (به انگلیسی: Gerard Peter Kuiper)؛ (تولد ۷ دسامبر ۱۹۰۵ در هلند – مرگ ۲۳ دسامبر ۱۹۷۳ در شهر مکزیکوسیتی) یک ستاره‌شناس هلندی آمریکایی که کمربند کویپر به نام وی است. او در سال ۱۹۴۹ نریید خارجی‌ترین قمر نپتون را کشف کرد.
وی درحالی‌که با همسرش درحال گذراندن تعطیلات در شهر مکزیکوسیتی بود در اثر حمله قلبی دار فانی را وداع گفت.
(ریشه این کلمه هلندی است با تلفظ کایپر، اما خود جرارد کویپر که دانشمندی هلندی آمریکایی بود ترجیح می‌داد این کلمه با تلفظ آمریکایی، کویپر خوانده شود.)